# Fussballclub Gossau 2009-2010
Questa voce raccoglie le informazioni riguardanti il Fussballclub Gossau nelle competizioni ufficiali della stagione 2009-2010.

## Stagione
Nella stagione 2009-2010 il Gossau, allenato da Alex Kern e Neno Kuruzovic, concluse il campionato di Challenge League al 16º posto. In Coppa Svizzera il Gossau fu eliminato al primo turno dal Linth 04.

## Rosa
| N. |                     | Ruolo | Calciatore              |
| -- | ------------------- | ----- | ----------------------- |
| 1  | Brasile (bandiera)  | P     | Christian Leite         |
| 1  | Svizzera (bandiera) | P     | Orlando Lattmann        |
| 2  | Croazia (bandiera)  | C     | Josip Šoljić            |
| 3  | Italia (bandiera)   | A     | Enzo Todisco            |
| 4  | Svizzera (bandiera) | D     | Michael Ludäscher       |
| 5  | Svizzera (bandiera) | D     | Fabio Zancanaro         |
| 6  | Camerun (bandiera)  | D     | Jean-Pierre Tcheutchoua |
| 7  | Svizzera (bandiera) | A     | Silvan Eggmann          |
| 8  | Brasile (bandiera)  | C     | Alex                    |
| 9  | Svizzera (bandiera) | C     | Fabio Raimondi          |
| 10 | Svizzera (bandiera) | C     | Cyril Schiendorfer      |
| 11 | Kosovo (bandiera)   | C     | Blerim Ibrahimi         |
| 12 | Svizzera (bandiera) | C     | Claudio Holenstein      |
| 13 | Italia (bandiera)   | C     | Mario Bigoni            |
| 14 | Svizzera (bandiera) | C     | Michel Avanzini         |

| N. |                       | Ruolo | Calciatore       |
| -- | --------------------- | ----- | ---------------- |
| 15 | Portogallo (bandiera) | A     | Coutinho         |
| 16 | Svizzera (bandiera)   | D     | Sandro Gugelmann |
| 17 | Svizzera (bandiera)   | D     | Marc Lütolf      |
| 18 | Svizzera (bandiera)   | P     | Tobias Sutter    |
| 18 | Svizzera (bandiera)   | P     | Sasa Tomic       |
| 20 | Svizzera (bandiera)   | C     | Diego Lattmann   |
| 20 | Austria (bandiera)    | C     | Yves Sanchez     |
| 21 | Svizzera (bandiera)   | A     | Mirco Graf       |
| 23 | Montenegro (bandiera) | A     | Dino Rebronja    |
| 24 | Albania (bandiera)    | D     | Denis Simani     |
| 25 | Svizzera (bandiera)   | A     | Murat Ural       |
| 26 | Svizzera (bandiera)   | C     | Bosko Trajkovic  |
| 31 | Svizzera (bandiera)   | P     | Adrian Harder    |
|    | Rep. Ceca (bandiera)  | C     | Jan Berger       |

## Organigramma societario
Area tecnica
- Allenatore: Neno Kuruzovic
- Allenatore in seconda:
- Preparatore dei portieri:
- Preparatori atletici:

## Calciomercato

### Sessione estiva
| Acquisti | Acquisti                | Acquisti          | Acquisti |
| R.       | Nome                    | da                | Modalità |
| -------- | ----------------------- | ----------------- | -------- |
| C        | Alex                    | Wohlen            |          |
| A        | Mathias Christen        | Wil               |          |
| P        | Christian Leite         | Winterthur        |          |
| A        | Coutinho                | Winterthur        |          |
| D        | Sanjin Glisic           | SV Sciaffusa      |          |
| A        | Mirco Graf              | San Gallo II      |          |
| D        | Sandro Gugelmann        | Zurigo II         |          |
| C        | Claudio Holenstein      | Wil               |          |
| C        | Yves Sanchez            | Rapperswil-Jona   |          |
| C        | Josip Šoljić            | Moslavina         |          |
| P        | Tobias Sutter           | Kreuzlingen       |          |
| D        | Jean-Pierre Tcheutchoua | Concordia Basilea |          |
| A        | Enzo Todisco            | Sciaffusa         |          |
| A        | Murat Ural              | Servette          |          |
| C        | Alex Veljanovski        | Soletta           |          |

| Cessioni | Cessioni         | Cessioni     | Cessioni |
| R.       | Nome             | a            | Modalità |
| -------- | ---------------- | ------------ | -------- |
| A        | Mathias Christen | Vaduz        |          |
| D        | Ifraim Alija     | Wil          |          |
| P        | Darko Damjanovic | Linth 04     |          |
| D        | Sandro Foschini  | Kriens       |          |
| A        | Tomislav Mišura  | Interblock   |          |
| A        | Ali Özcakmak     | Sciaffusa    |          |
| A        | Ljubisa Strbac   | Bela Krajina |          |
| D        | Velimir Vidić    | Sebenico     |          |
| A        | Vincenzo Zinna   | Montlingen   |          |

### Sessione invernale
| Acquisti | Acquisti          | Acquisti          | Acquisti |
| R.       | Nome              | da                | Modalità |
| -------- | ----------------- | ----------------- | -------- |
| C        | Diego Lattmann    | Chiasso           |          |
| D        | Michael Ludäscher | Aarau             |          |
| C        | Fabio Raimondi    | La Chaux-de-Fonds |          |
| C        | Jan Berger        | East Bengal       |          |
| P        | Orlando Lattmann  | Zurigo            |          |

| Cessioni | Cessioni      | Cessioni     | Cessioni |
| R.       | Nome          | a            | Modalità |
| -------- | ------------- | ------------ | -------- |
| D        | Sanjin Glisic | SV Sciaffusa |          |

## Risultati

### Challenge League

#### andata
| Arbitro: | Zimmermann |

|                    |           |             |
| Eudis 42’ Pont 57’ | Marcatori | 89’ Eggmann |

| Arbitro: | Bieri |

|              |           |         |
| Ibrahimi 11’ | Marcatori | 21’ Rey |

| Arbitro: | Jaccottet |

|          |           |                                        |
| Alex 45’ | Marcatori | 28’ (rig.), 66’ Omofefe 70’ Marjanović |

| Arbitro: | Amhof |

|                                |           |                      |
| Mekheldi 54’ Senger 62’ (rig.) | Marcatori | 69’ Eggmann 87’ Alex |

| Arbitro: | Winter |

|                |           |             |
| Stadelmann 85’ | Marcatori | 7’ Ibrahimi |

| Arbitro: | Gremaud |

|                |           |           |
| Holenstein 30’ | Marcatori | 18’ Etemi |

| Arbitro: | Klossner |

|                                           |           |  |
| Blumer 3’, 87’ Huber 48’ Matić 69’ (rig.) | Marcatori |  |

| Arbitro: | Jaccottet |

|  |           |                        |
|  | Marcatori | 49’, 55’, 90’ Besseyre |

| Arbitro: | Speranda |

|                                                                               |           |  |
| Silva 15’ Martins 25’, 63’ Silvio 35’, 56’ (rig.) Ciana 74’ Doudin 78’ (rig.) | Marcatori |  |

| Arbitro: | Kever |

|          |           |  |
| Ural 20’ | Marcatori |  |

| Arbitro: | Gremaud |

|                                                                                     |           |  |
| Dénervaud 8’, 39’ Dussin 11’ Casasnovas 18’ Morello 47’, 81’ Mathys 72’ Chatton 90’ | Marcatori |  |

| Arbitro: | Carrell |

|               |           |                                               |
| Zancanaro 28’ | Marcatori | 55’ Noll 57’ (rig.), 63’ Proschwitz 72’ Bader |

| Arbitro: | Gut |

|          |           |                   |
| Ural 25’ | Marcatori | 39’, 44’ Emeghara |

| Arbitro: | Bieri |

|                                            |           |                      |
| Ebe 36’ Morganella 45’ (rig.) Özcakmak 79’ | Marcatori | 57’, 90’ (rig.) Ural |

| Arbitro: | Devouge |

|                                                        |           |  |
| Scarione 51’ (rig.) Rama 52’ Kukuruzović 63’ Klose 90’ | Marcatori |  |

#### ritorno
| Arbitro: | Amhof |

|                       |           |                          |
| Graf 34’ Avanzini 59’ | Marcatori | 40’ Mathys 73’ Dénervaud |

| Arbitro: | Zimmermann |

|                        |           |  |
| Löppert 66’ Koitka 77’ | Marcatori |  |

| Arbitro: | Speranda |

|  |           |             |
|  | Marcatori | 25’ Preisig |

| Arbitro: | Carrell |

|  |           |                |
|  | Marcatori | 41’ Holenstein |

| Arbitro: | Bieri |

|                                 |           |                         |
| Avanzini 89’ (rig.), 90’ (rig.) | Marcatori | 7’, 11’ Souto 79’ Tadić |

| Arbitro: | Klossner |

|                                     |           |            |
| Schlauri 33’ Staubli 45’ Martić 79’ | Marcatori | 54’ Berger |

| Arbitro: | Studer |

|              |           |           |
| Avanzini 90’ | Marcatori | 74’ Matić |

| Arbitro: | Gremaud |

|            |           |  |
| Andreu 39’ | Marcatori |  |

| Arbitro: | Jaccottet |

|                              |           |  |
| Maric 13’ (rig.) Tchouga 50’ | Marcatori |  |

| Arbitro: | Carrell |

|                                         |           |                              |
| Todisco 6’ Avanzini 67’ (rig.) Ural 90’ | Marcatori | 17’, 37’ Senger 52’ Biscotte |

| Arbitro: | Gremaud |

|                                      |           |              |
| Emeghara 55’ Sprunger 78’ Radice 90’ | Marcatori | 53’ Avanzini |

| Arbitro: | Jaccottet |

|          |           |                          |
| Graf 18’ | Marcatori | 4’ Idrizi 51’ Morganella |

| Arbitro: | Bertolini |

|              |           |                    |
| Lattmann 65’ | Marcatori | 6’ Tozé 34’ Tréand |

| Arbitro: | Dormohammed |

|                                                 |           |  |
| Madou 12’, 74’ Vandenbossche 49’ Stadelmann 85’ | Marcatori |  |

| Arbitro: | Gremaud |

|                          |           |                                                            |
| Avanzini 38’ (rig.), 56’ | Marcatori | 20’, 49’ Aratore 23’, 53’ Rama 35’ Kukuruzović 60’ Wittwer |

### Coppa Svizzera
| 19 settembre 2009, ore 18:00 CEST Primo turno | Linth 04 | 2 – 1 | Gossau |  |

## Statistiche

### Statistiche di squadra
| Competizione     | Punti | In casa | In casa | In casa | In casa | In casa | In casa | In trasferta | In trasferta | In trasferta | In trasferta | In trasferta | In trasferta | Totale | Totale | Totale | Totale | Totale | Totale | DR  |
| Competizione     | Punti | G       | V       | N       | P       | Gf      | Gs      | G            | V            | N            | P            | Gf           | Gs           | G      | V      | N      | P      | Gf     | Gs     | DR  |
| ---------------- | ----- | ------- | ------- | ------- | ------- | ------- | ------- | ------------ | ------------ | ------------ | ------------ | ------------ | ------------ | ------ | ------ | ------ | ------ | ------ | ------ | --- |
| Challenge League | 13    | 15      | 1       | 5       | 9       | 18      | 34      | 15           | 1            | 2            | 12           | 9            | 46           | 30     | 2      | 7      | 21     | 27     | 80     | -53 |
| Coppa Svizzera   | -     | 0       | 0       | 0       | 0       | 0       | 0       | 1            | 0            | 0            | 1            | 1            | 2            | 1      | 0      | 0      | 1      | 1      | 2      | -1  |
| Totale           | 13    | 15      | 1       | 5       | 9       | 18      | 34      | 16           | 1            | 2            | 13           | 10           | 48           | 31     | 2      | 7      | 22     | 28     | 82     | -54 |

### Andamento in campionato
| Giornata  | 1  | 2  | 3  | 4  | 5  | 6  | 7  | 8  | 9  | 10 | 11 | 12 | 13 | 14 | 15 | 16 | 17 | 18 | 19 | 20 | 21 | 22 | 23 | 24 | 25 | 26 | 27 | 28 | 29 | 30 |
| --------- | -- | -- | -- | -- | -- | -- | -- | -- | -- | -- | -- | -- | -- | -- | -- | -- | -- | -- | -- | -- | -- | -- | -- | -- | -- | -- | -- | -- | -- | -- |
| Luogo     | T  | C  | C  | T  | T  | C  | T  | C  | T  | C  | T  | C  | C  | T  | T  | C  | T  | C  | T  | C  | T  | C  | T  | T  | C  | T  | C  | C  | T  | C  |
| Risultato | P  | N  | P  | N  | N  | N  | P  | P  | P  | V  | P  | P  | P  | P  | P  | N  | P  | P  | V  | P  | P  | N  | P  | P  | N  | P  | P  | P  | P  | P  |
| Posizione | 11 | 12 | 14 | 15 | 16 | 14 | 15 | 16 | 16 | 15 | 16 | 16 | 16 | 16 | 16 | 16 | 16 | 16 | 16 | 16 | 16 | 16 | 16 | 16 | 16 | 16 | 16 | 16 | 16 | 16 |

Legenda:

Luogo: C = Casa; T = Trasferta. Risultato: V = Vittoria; N = Pareggio; P = Sconfitta.

### Statistiche dei giocatori
| A. Alex         | 17 | 2 | 5 | 1 |
| M. Avanzini     | 25 | 8 | 5 | 0 |
| J. Berger       | 10 | 1 | 2 | 0 |
| M. Bigoni       | 7  | 0 | 2 | 0 |
| M. Christen     | 3  | 0 | 0 | 0 |
| C. Coutinho     | 3  | 0 | 0 | 0 |
| S. Eggmann      | 25 | 2 | 0 | 0 |
| S. Glisic       | 8  | 0 | 1 | 0 |
| M. Graf         | 14 | 2 | 2 | 1 |
| S. Gugelmann    | 26 | 0 | 7 | 0 |
| A. Harder       | 2  | 0 | 0 | 0 |
| C. Holenstein   | 24 | 2 | 4 | 1 |
| B. Ibrahimi     | 23 | 2 | 7 | 0 |
| D. Lattmann     | 14 | 1 | 2 | 0 |
| O. Lattmann     | 14 | 0 | 2 | 0 |
| C. Leite        | 10 | 0 | 0 | 0 |
| M. Ludäscher    | 14 | 0 | 2 | 1 |
| M. Lütolf       | 15 | 0 | 2 | 0 |
| F. Raimondi     | 5  | 0 | 0 | 0 |
| D. Rebronja     | 14 | 0 | 0 | 0 |
| Y. Sanchez      | 2  | 0 | 0 | 0 |
| C. Schiendorfer | 23 | 0 | 1 | 0 |
| D. Simani       | 10 | 0 | 2 | 1 |
| T. Sutter       | 4  | 0 | 0 | 0 |
| J. Tcheutchoua  | 9  | 0 | 2 | 0 |
| E. Todisco      | 23 | 1 | 6 | 0 |
| S. Tomic        | 2  | 0 | 0 | 0 |
| B. Trajkovic    | 7  | 0 | 1 | 1 |
| M. Ural         | 15 | 5 | 4 | 1 |
| A. Veljanovski  | 1  | 0 | 0 | 0 |
| F. Zancanaro    | 24 | 1 | 3 | 0 |
| J. Šoljić       | 25 | 0 | 5 | 3 |